# چینیزی
چینیزی (به ایتالیایی: Cinisi) یک کومونه در ایتالیا است که در استان پالرمو واقع شده‌است.

## خصوصیات
چینیزی ۳۳٫۱۶ کیلومترمربع مساحت و ۱۲٬۱۰۰ نفر جمعیت دارد و ۷۵ متر بالاتر از سطح دریا واقع شده‌است.